# Андрио, Жозетта
Жозетта Андрио (фр. Josette Andriot; 23 августа 1886 — 13 мая 1942) — французская актриса. Героиня, сыгранная Жозеттой Андрио, носила чёрное трико, тем самым предвосхитив появление Мюзидоры в «Вампирах».

## Биография
Родилась 23 августа 1886, в Париже, была пятой из шести детей в семье, отец был красильщиком, а мать — флористом. Её младший брат Люсьен Андрио (1892—1979) стал известным кинематографистом.
Жозетта Андрио снялась более чем в шестидесяти фильмах, производимых фирмой «Эклер».
Она занималась верховой ездой, плаванием, велосипедным спортом, акробатикой. Викторен Жассе оценил её спортивную подготовку и предложил сняться в серии приключенческих фильмов «Ник Картер» и «Зигомар».
Под руководством Викторена Жассе и его последователей она становится очень популярной, исполнив роль Протеи в серии из пяти фильмов.
Умерла 13 мая 1942 года в Антибе.

## Фильмография

Жозетта Андрио в чёрном трико

- 1911 — Зигомар / Zigomar — Розария
- 1913 — Протея / Protéa — Протея
- 1914 — Адское авто
- 1915 — Гонка до смерти
- 1915 — Тайны замка Малъмор / Les Mystères du château de Malmort — Протея
- 1918 — Протея вмешивается / L’Intervention de Protéa — Протея